# Muraja
Muraja – wieś w Estonii, w prowincji Sarema, w gminie Pöide.